# Monahans (Texas)
Monahans è un comune (city) degli Stati Uniti d'America e capoluogo della contea di Ward nello Stato del Texas. La popolazione era di 6.953 abitanti al censimento del 2010. Una parte molto piccola della città si estende nella contea di Winkler.

## Geografia fisica
Secondo lo United States Census Bureau, la città ha una superficie totale di 73,53 km², dei quali 73,5 km² di territorio e 0,03 km² di acque interne (0,04% del totale).

## Società

### Evoluzione demografica
Secondo il censimento del 2010, la popolazione era di 6.953 abitanti.

### Etnie e minoranze straniere
Secondo il censimento del 2010, la composizione etnica della città era formata dal 75,09% di bianchi, il 6,5% di afroamericani, lo 0,91% di nativi americani, lo 0,36% di asiatici, lo 0,01% di oceanici, il 14,02% di altre razze, e il 3,11% di due o più etnie. Ispanici o latinos di qualunque razza erano il 51,04% della popolazione.